# Michal Masný
Michal Masný est un joueur slovaque de volley-ball né le 14 août 1979 à Žilina. Il joue passeur.

## Palmarès

### Clubs
Championnat d'Autriche:
- 2003

Championnat de Tchéquie:
- 2004

Ligue des Champions:
- 2014

Championnat de Pologne:
- 2014

Championnat de Pologne D2:
- 2021, 2022

### Équipe nationale
Ligue Européenne:
- 2008, 2011
- 2007

### Distinctions individuelles
- 2007: Meilleur passeur Ligue Européenne
- 2008: Le meilleur volleyeur de Slovaquie
- 2009: Le meilleur volleyeur de Slovaquie
- 2011: Meilleur passeur Ligue Européenne
- 2014: Meilleur passeur Coupe de Pologne